# スミロ・フォン・リュトヴィッツ
スミロ・フライヘア（男爵）・フォン・リュトヴィッツ（ドイツ語: Smilo Freiherr von Lüttwitz, 1895年12月23日 - 1975年5月19日）は、ドイツの陸軍軍人、貴族。アルザス系。最終階級はドイツ国防軍陸軍装甲兵大将、ドイツ連邦軍陸軍中将。
1920年のカップ一揆を指揮したヴァルター・フォン・リュトヴィッツ中将は父にあたる。従兄弟には柏葉付騎士鉄十字章を受章したハインリヒ・フォン・リュトヴィッツ男爵と、「戦車伯爵」として知られ、柏葉・剣・ダイヤモンド付騎士鉄十字章を受章したヒアツィント・シュトラハヴィッツがいる。

## 経歴
1895年12月23日、ドイツ帝国直轄州エルザス＝ロートリンゲンの州都シュトラースブルクにて代々の軍人一家に生まれる。第一次世界大戦が勃発直後の1914年、ドイツ帝国陸軍に士官候補生として入営。大戦では戦傷章と鉄十字を受章し、終戦時には中尉であった。戦後もヴァイマル共和国軍に残留するも、父が起こしたカップ一揆の影響か、10年以上経過した1930年に漸く騎兵大尉に昇進、この時既に34歳であった。
少佐に昇進後、ドイツ再軍備宣言がなされドイツ軍はドイツ国防軍に名称が変更される。1939年1月に中佐に昇進、第二次世界大戦勃発後の1941年11月には大佐に昇進。少将に昇進直後の1942年9月には第26装甲師団長に就任。1943年10月に中将に昇進。直後の1944年1月には解任されたが、すぐ再任される。結局は間もない4月11日に更迭されたが、9月には装甲兵大将に昇進と同時に第9軍司令官に任じられる。東部戦線でのヴィスワ＝オーデル攻勢などを指揮したが、翌1945年1月19日にアドルフ・ヒトラー総統によって罷免された。第二次世界大戦中には戦傷章と鉄十字の他にもドイツ十字章と騎士鉄十字章を授章されている。
敗戦後は1947年まで捕虜として過ごし、ヴェスターヴァルトにある福音アカデミーでの勤務等を経てドイツ連邦軍創設に関与する。この際、連邦軍ではアメリカ式の階級制度（上級大将を廃し、准将を新設）を導入した為、彼は大将ではなく中将として復帰した。連邦軍に参加した旧国防軍将軍としては、ハンス・レッティガー元大将（初代陸軍総監）やヨーゼフ・カムフーバー元大将（初代空軍総監）らと並び、高い階級にあった。第3軍団長を務め、1960年末に退役、ドイツ連邦共和国功労勲章を受章した。

## 叙勲
- 歩兵突撃章
- 戦傷章 (1914年版)
  - 黒章
  - 銀章
- 鉄十字章 (1914年版)
  - 二級
  - 一級
- 鉄十字章略章
  - 二級 - 1939年10月6日受章[1]
  - 一級 - 1940年5月27日受章[1]
- 戦傷章 (1939年版)
  - 黒章
  - 銀章
  - 金章
- ドイツ十字章金章 - 第26狙撃兵連隊指揮官、中佐 (Oberstleutnant)として1941年10月27日受章[2]
- 柏葉・剣付騎士鉄十字章
  - 騎士鉄十字章 - 第26狙撃兵連隊指揮官、大佐 (Oberst)として1942年1月14日受章[3][4][5]
  - 柏葉付章 - 第26装甲師団指揮官、中将 (Generalleutnant)として1944年3月16日受章、426人目の受章者[3][6][7]
  - 剣付章 - 第26装甲師団指揮官、中将として1944年7月4日受章、76人目の受章者[3][8][9]
- 国防軍軍報（英語版）における言及（1943年12月9日）
- 聖ヨハネ騎士団「正義の騎士」（英語版）
- ドイツ連邦共和国功労勲章大十字章
- アメリカ合衆国 レジオン・オブ・メリット

### 国防軍軍報からの引用
| 日付          | オリジナルの原稿 | 和訳（英訳からの転訳） |
| ------------- | --- | --- |
| 1943年12月9日 | In den schweren Kämpfen der vergangenen Nacht hat die 26. Panzerdivision unter Generalleutnant Frhr. Von Lüttwitz durch ihre beispielhafte Haltung und Standfestigkeit alle Durchbruchsversuche der Briten im Ostabschnitt der süditalienischen Front vereitelt. | 昨晩の激しい戦闘において、リュトヴィッツ男爵中将の指揮する第26装甲師団の模範的な精神と堅固さは、南イタリア戦線の東部地域で試みられたイギリス軍による全ての突破行動を阻止した。 |